# Due cuori e un cane
Due cuori e un cane (Love at First Bark) è un film per la televisione del 2017 interpretato da Kevin McGarry e Jana Kramer, prodotto e trasmesso da Hallmark Channel.